# Sender Burghead

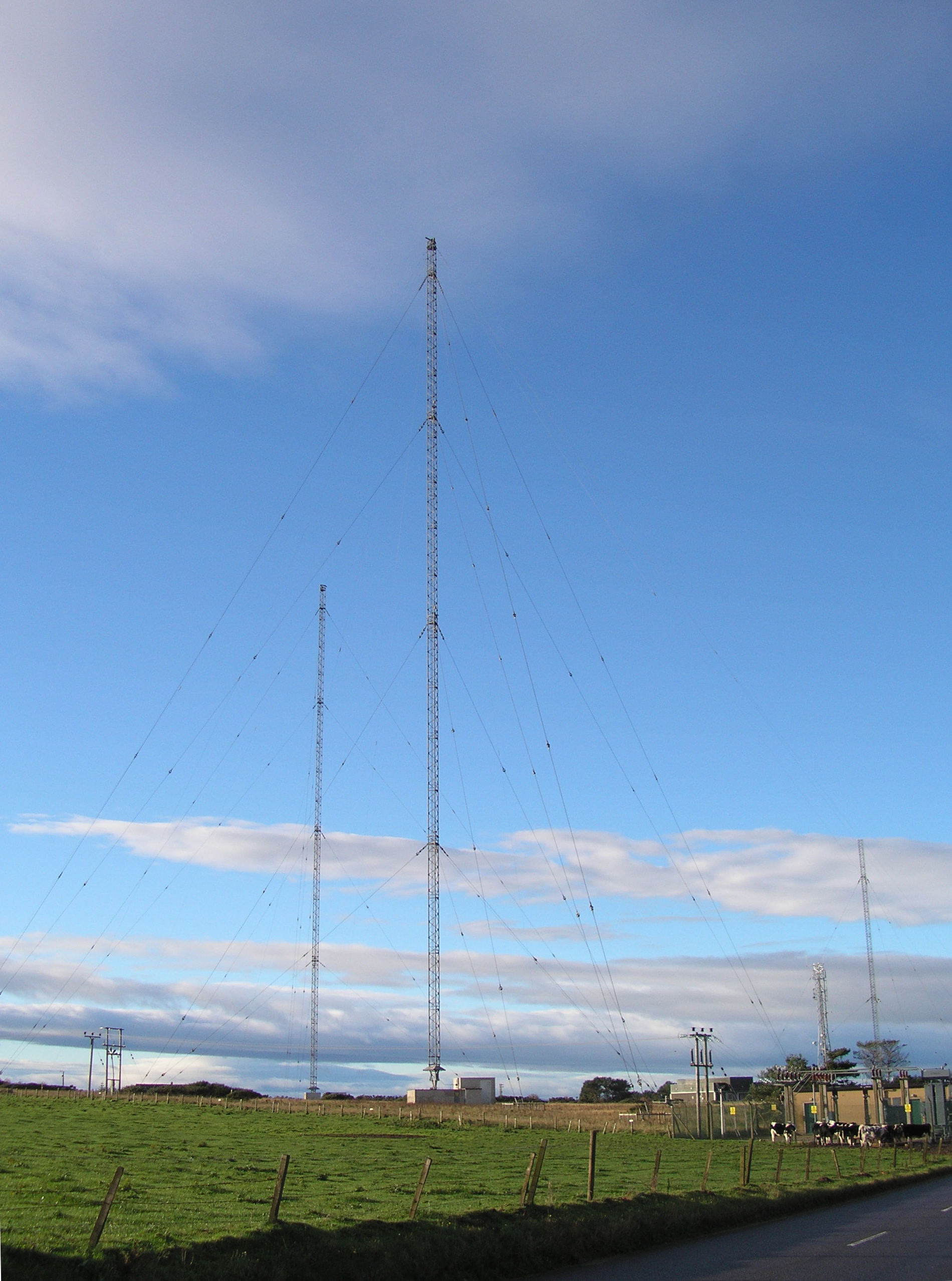
Sender Burghead

Der Sender Burghead ist eine Sendeanlage für Lang- und Mittelwelle in der Nähe von Burghead in Schottland. Der erste Mittelwellensender ging am 12. Oktober 1936 mit einer Leistung von 60 kW in Betrieb, nach dem Zweiten Weltkrieg wurde er auf 100 kW verstärkt. Seit seiner Inbetriebnahme strahlt er im Gleichwellenbetrieb mit dem Sender Westerglen das schottische Regionalprogramm aus. Daneben wurde seit dem 29. Juli 1945 das Light Programme über einen 20 kW-Sender ausgestrahlt.
Im Jahre 1978 wurde die Anlage um zwei weitere Mittelwellensender (50 und 20 kW) sowie einen Langwellensender (50 kW) erweitert.
Heute betreibt die BBC auf dem Areal noch den Langwellensender, der mit den Langwellensendern in Droitwich und Westerglen ein Gleichwellennetz auf 198 kHz bildet, sowie zwei Mittelwellensender für die Frequenzen 693 kHz und 810 kHz. Als Sendeantenne für die Mittelwellensender dient ein gegen Erde isolierter, abgespannter selbststrahlender Sendemast mit dreieckigem Querschnitt, der von beiden Mittelwellensendern gemeinsam genutzt wird und als Sendeantenne für den Langwellensender eine an zwei abgespannten Stahlfachwerkmasten befestigte T-Antenne.